# Pararrhopalites
Genre
Synonymes
- Neosphyrotheca Salmon, 1964

Pararrhopalites est un genre de collemboles de la famille des Sminthuridae.

## Liste des espèces
Selon Checklist of the Collembola of the World (version du 18 août 2019) :
- Pararrhopalites anops Bonet & Tellez, 1947
- Pararrhopalites christianseni (Palacios-Vargas & Zeppelini, 1996)
- Pararrhopalites ecuadorensis Bretfeld & Trinklein, 2000
- Pararrhopalites fasciatus (Salmon, 1951)
- Pararrhopalites hennigi (Palacios-Vargas & Zeppelini, 1996)
- Pararrhopalites indianus Baijal & Agarwal, 1972
- Pararrhopalites noonae (Lawrence, 1968)
- Pararrhopalites oculatus Bonet & Tellez, 1947
- Pararrhopalites palaciosi Zeppelini & Brito, 2014
- Pararrhopalites papaveroi (Zeppelini & Palacios-Vargas 1999)
- Pararrhopalites popei Lawrence, PN, 1968
- Pararrhopalites sideroicus Zeppelini & Brito, 2014
- Pararrhopalites ubiquitus Zeppelini, Lima & Brito, 2018
- Pararrhopalites villiersi (Delamare Deboutteville & Massoud, 1964)
- Pararrhopalites wallacei (Palacios-Vargas & Zeppelini, 1996)
- Pararrhopalites yinae Itoh & Zhao, 2000

## Publication originale
- Bonet & Tellez, 1947 : Un nuevo genero do Esminturidos (Collembola). Revista de la Sociedad Mexicana de Historia Natural, vol. 8, p. 193-203.